# Psilocybe latispora
Psilocybe latispora es una especie de hongo basidiomiceto de la familia Hymenogastraceae. Se distribuye en Estados Unidos.

## Taxonomía
Psilocybe latispora fue descrita como nueva para la ciencia por el micólogo estadounidense William Alphonso Murrill y publicada en la revista científica Mycologia 15 (1): 10 en 1923.